# Véronique Gouverneur
Véronique Gouverneur (Geel, 8 november 1964) is een Belgische scheikundige en professor in de scheikunde aan de Universiteit van Oxford in het Verenigd Koninkrijk. Haar expertisegebied is de chemie van het element fluor, en haar onderzoek betreft het vinden van nieuwe manieren om  organische fluorverbindingen te synthetiseren. Ze leidt een academische onderzoeksgroep en, ter aanvulling op haar leerstoel, is zij ook houder van een tutorial fellowship aan het Merton College. Voor haar onderzoek heeft Gouverneur diverse onderscheidingen gekregen.

## Opleiding en carrière
Gouverneur studeerde scheikunde aan de Université catholique de Louvain en behaalde er in 1991 haar doctoraat onder Léon Ghosez. Ze verhuisde in 1992 naar het Scripps Research Institute in de Verenigde Staten voor een postdoctoraal onderzoek, en keerde terug naar Europa in 1994 om een positie aan te nemen aan de Louis Pasteur Universiteit in Frankrijk. Ze sloot zich aan bij de faculteit scheikunde in Oxford in 1998, en werd Reader in 2006 en Professor in 2008. Als onderzoeksveld koos Gouverneur voor de organofluorchemie, omdat fluorverbindingen vele toepassingen hebben, zoals in geneesmiddelen.

## Prijzen en onderscheidingen
Gouverneur won de AstraZeneca Research Award voor de organische chemie in 2005. In 2008 won ze de Royal Society of Chemistry's Bader award', voor haar bijdragen aan de organofluorchemie." In 2013 ontving zij een Wolfson Research Merit Award van de Britse Royal Society. In 2015 ontving Gouverneur een prijs van de American Chemical Society voor haar bijdrage aan fluoreringreacties, met bijzondere toepassingen voor het inbouwen van radioactief 18F in stoffen met toepassing in de positronemissietomografie.
- Bibliothèque nationale de France: cb16632029v (data)
- International Standard Name Identifier: 0000 0003 7907 6819
- Library of Congress Control Number: nb2012019527
- Nationale Bibliotheek van Israël: 987007349966205171
- ORCID: 0000-0001-8638-5308
- Système universitaire de documentation: 161998127
- Virtual International Authority File: 257730613
- WorldCat: E39PBJq73Dqm6jtP6J8qxgCbBP